# محمد عبد الله الجدعان
محمد عبد الله الجدعان (مواليد 1962) وزير المالية السعودي، وكُلّف أيضا وزيرا للاقتصاد والتخطيط منذ 6 مارس 2020 حتى 2 مايو 2021، إذ خلفه في المنصب فيصل الإبراهيم. حصل على درجة البكالوريس عام 1986م من جامعة الإمام محمد بن سعود الإسلامية في قسم الاقتصاد الإسلامي من كلية الشريعة (الذي أصبح كلية مستقلة بمسمى كلية الاقتصاد والعلوم الإدارية بجامعة الإمام). وحصل على دبلوم دراسات الأنظمة من معهد الإدارة العامة بالرياض عام 1998م.

## التعليم
- البكالوريوس تخصص اقتصاد إسلامي، من كلية الاقتصاد والعلوم الإدارية بجامعة الإمام محمد بن سعود الإسلامية عام 1986م.[3]
- دبلوم عالي في الدراسات القانونية من معهد الإدارة العامة في الرياض عام 1998م.

## الحياة العمليّة

### خارج القطاع الحكومي
- شريك مؤسس في شركة الجدعان وشركاؤهم محامون ومستشارون قانونيون بالتعاون مع شركة كلفورد تشانس الدولية للمحاماة، وتخصص في القانون التجاري والتمويل وصفقات السوق المالية (1995 - 2015).[4]
- عضو اللجنة الاستشارية للمجلس الاقتصادي الأعلى (2009 - 2015).
- عضو في اللجنة الاستشارية لهيئة سوق المال (2013 - 2015).
- عضو في الغرفة التجارية والصناعية بلجنة المحامين (2013 - 2015).
- رئيس مجلس إدارة المركز السعودي للتحكيم التجاري (2014 - 2015).
- عضو الهيئة العامة للاستثمار في المملكة العربية السعودية (2014 - 2015).
- عضو المحكمين السعوديين المسجلين في وزارة العدل السعودية (حتى 2015).
- مساعد رئيس إدارة طب الأسرة والمجتمع بالمستشفى العسكري.

### في القطاع الحكومي
- رئيس مجلس هيئة السوق المالية منذ 29 يناير 2015 وحتى 1 نوفمبر 2016.[5]
- وزير المالية منذ 1 نوفمبر 2016.[6]
- وزير الاقتصاد والتخطيط المكُلّف منذ 6 مارس 2020، إضافةً لعمله وزيرًا للماليّة.[7] حتى 2 مايو 2021.[1]

### الرئاسات والعضويات
- عضو مجلس إدارة صندوق الاستثمارات العامة، ورئيس لجنة الاستثمار (2016 - الآن).
- محافظ المملكة في بنك الاستثمار الآسيوي للبنية التحتية (2016 - الآن).
- عضو المجلس الوزاري لصندوق الأوبك للتنمية الدولية (2016 - الآن).
- عضو مجلس محافظي صندوق النقد الدولي (2016 - الآن).
- عضو مجلس محافظي البنك الدولي (2016 - الآن).
- رئيس الجانب السعودي في اللجنة السعودية الألمانية المشتركة (2016 - الآن).
- رئيس الجانب السعودي في اللجنة السعودية الإيطالية المشتركة (2016 - الآن).
- رئيس وفد المملكة في اجتماعات وزراء المالية ومحافظي البنوك المركزية لمجموعة العشرين (2016 - الآن).
- عضو مجلس محافظي البنك الإسلامي للتنمية (2016 - الآن).
- عضو مجلس محافظي المؤسسات المالية العربية (2016 - الآن).
- عضو اللجنة السعودية السورية المشتركة (2016 - الآن).
- عضو مجلس وزراء المالية العرب (2016 - الآن).
- رئيس مجلس إدارة الهيئة العامة للزكاة والدخل (2017 - الآن).
- رئيس اللجنة التحضيرية ورئيس الفريق التنفيذي لإدارة طرح شركة أرامكو السعودية للاكتتاب العام (2017 - الآن).
- رئيس لجنة برنامج تطوير القطاع المالي (2017 - الآن).
- رئيس لجنة برنامج التوازن المالي (2017 - الآن).
- رئيس لجنة الاستقرار المالي (2017 - الآن).
- رئيس مجلس إدارة الهيئة العامة للجمارك (2018 - الآن).[8]
- رئيس الجانب السعودي في اللجنة المالية الفرعية، من اللجنة السعودية الصينية المشتركة رفيعة المستوى (2018 - الآن).
- عضو مجلس إدارة شركة أرامكو السعودية (أبريل 2018 - الآن).[8]
- رئيس مجلس إدارة الهيئة العامة لعقارات الدولة (2018 - الآن).
- رئيس مجلس إدارة المؤسسة العامة للتأمينات الاجتماعية (2020 - الآن).
- رئيس مجلس إدارة هيئة كفاءة الانفاق والمشروعات الحكومية "إكسبرو" (2021 - الآن).
- رئيس مجلس إدارة الهيئة العامة للأوقاف (2022 - الآن).
- رئيس مجلس إدارة المركز الوطني للتخصيص (2019 - الآن).
- رئيس مجلس إدارة الهيئة السعودية للمُقيّمين المُعتمدين "تقييم" (2020 - الآن).
- رئيس مجلس إدارة هيئة الزكاة والضريبة والجمارك (2021 - الآن).[9]
- رئيساً للجنة الدولية للشؤون النقدية والمالية صندوق النقد الدولي (4 يناير 2024).[10]
- عضو في مجلس إدارة مؤسسة الرياض غير الربحية (2024 - الآن).
- عضو مجلس إدارة الهيئة العليا لاستضافة كأس العالم 2034.[11]

## الحياة الشخصية
الجدعان متزوج ولديه ثلاثة أبناء ويقيم في مدينة الرياض.

## وصلات خارجية
- السيرة الذاتية للوزير على موقع وزارة المالية السعودية.